# Warstwa aleuronowa

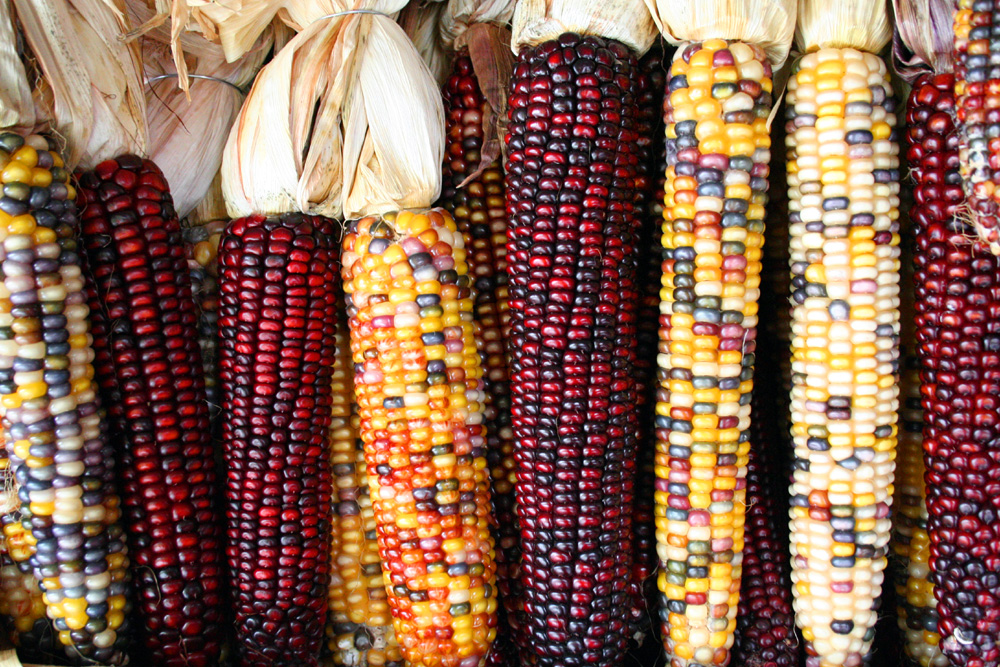
Antocyjany w komórkach aleuronowych nadają barwę ziarniakom kukurydzy

Warstwa aleuronowa, komórki aleuronowe – zewnętrzna warstwa komórek bielma w ziarniakach. Komórki warstwy aleuronowej są prostopadłościanami o regularnych kształtach, a w ich cytozolu zawieszone są liczne ziarna aleuronowe i ziarna skrobi. U kukurydzy w komórkach aleuronowych mogą występować znaczne ilości antocyjanów nadających barwę ziarniakom. W fazie imbibicji, pierwszym etapie kiełkowania w warstwie aleuronowej zachodzi synteza α-amylazy. Proces jest indukowany przez gibereliny, które do komórek aleuronowych docierają z zarodka. W zarodku gibereliny powstają w efekcie hydrolizy koniugatów. W warstwie aleuronowej efektem działania giberelin jest aktywacja aparatu biosyntezy białek, pobudzenie transkrypcji genu kodującego α-amylazę oraz uruchomienie mechanizmu umożliwiającego transport przez błonę komórkową wytworzonych białek. Wydzielona α-amylaza katalizuje reakcję hydrolizy skrobi w bielmie.